# Södra Vedbo härad
Södra Vedbo härad var ett härad i Jönköpings län i norra Småland på gränsen mot Östergötland, i smålandet Vedbo. Häradet motsvarar idag delar av Eksjö kommun och Nässjö kommun. Häradets areal uppgick till 1 012 km², varav land 925. 1930 fanns här 14 778 invånare.  Tingsplatsen var och är Eksjö.

## Sigillet
Häradssigillet från år 1558 visar en sköld i rött med tre i trefot förenade klöverblad av silver. Orden SSODDRAA VIDBO är tecknad i marginalen avdelade med bl.a. ett Jerusalemskors. Treklöverna är en treenighetssymbol och symboliserar möjligtvis tio (nio?) härader.

## Namnet
Häradsnamnet skrevs 1271 Widhbo och granhäradets namn 1443 j norra Withbo. Det innehåller orden ved för "skog" och bo för "bygd". Tidigt skiljde man på en nordlig och en sydlig bygd.

## Socknar
Södra Vedbo härad omfattade tio socknar.
I Eksjö kommun
- Bellö
- Edshult
- Eksjö
- Hult
- Hässleby
- Höreda
- Ingatorp
- Mellby

I Nässjö kommun
- Flisby
- Norra Solberga

Eksjö stad hade till 1941 en egen jurisdiktion (rådhusrätt) men ingick från 1941 i Södra Vedbo tingslag, från 1948 Norra och Södra Vedbo tingslag.

## Geografi
Häradet var beläget i norra Småland på Småländska höglandet. Trakten är bergig och skogbevuxen med talrika sjöar och våtmarker.
Sätesgårdar var Edshults säteri med ruinerna av den medeltida Edshults borg (Edshults socken), Hunnersta säteri (Höreda), Ryningsholms säteri (Höreda), Torsjö herrgård (Höreda), Kvarnarps herrgård (Höreda), Knutstorps säteri (Flisby), Eksjöholms herrgård (Eksjö socken), Bruzaholms bruk (Ingatorp, till 1834 i Hults socken) och Mariannelunds säteri (Hässleby).

## Län, fögderier, tingslag, domsagor och tingsrätter
Socknarna ingick och ingår i Jönköpings län. Församlingarna tillhör(de) Linköpings stift.
Häradets socknar hörde till följande fögderier:
- 1720-1945 Norra och Södra Vedbo fögderi
- 1946-1966 Vetlanda fögderi (för Hässleby socken)
- 1946-1990 Eksjö fögderi (från 1967 Hässleby socken)

Häradets socknar tillhörde följande tingslag, domsagor och tingsrätter:
- 1680-1947 Södra Vedbo tingslag i 
  - 1680-1799 Södra Vedbo, Norra Vedbo och Vista häraders domsaga
  - 1799-1947 Norra och Södra Vedbo domsaga
- 1948-1970 Norra och Södra Vedbo domsagas tingslag i Norra och Södra Vedbo domsaga

- 1971- Eksjö tingsrätt och domsaga